# Sarah Legrain
Pour les articles homonymes, voir Legrain.
Sarah Legrain, née le 17 novembre 1985 dans le 14e arrondissement de Paris, est une femme politique française. Oratrice nationale de La France insoumise et ancienne secrétaire nationale du Parti de gauche de 2015 à 2021,, elle est élue députée (dès le premier tour) dans la 16e circonscription de Paris lors des élections législatives de 2022 au titre de la Nouvelle Union populaire écologique et sociale (NUPES) et l'une des quinze candidats et candidates à avoir dépassé 50 % au premier tour.

## Biographie

### Études et profession
Son père, Pierre Legrain, est un ancien élève de l'École normale supérieure. Chevalier de l'ordre du mérite, il est directeur de recherche au CNRS et travaille à l'Institut Pasteur. Sa mère, Catherine Transy, est également une ancienne élève de l'École normale supérieure et a été directrice de recherche à l'Inserm. Sarah Nathalie Legrain est ancienne élève de l'École normale supérieure (promotion 2006) et agrégée de lettres modernes.
Elle effectue pendant ses études des recherches sur Marivaux et publie un article à son sujet dans la revue Poétique en 2012.
Elle est enseignante de français et de culture générale au lycée Voillaume d'Aulnay-sous-Bois (Seine-Saint-Denis),,,.

### Parcours militant et politique
Militante bénévole au sein de l'association de lutte contre l’exclusion du 20e arrondissement Autre Monde, elle rejoint par la suite le Parti de gauche en 2011. Lors des élections municipales de 2014, elle est candidate en huitième position sur la liste du parti menée par Guillaume Etiévant dans le 10e arrondissement de Paris.
En 2015 elle devient secrétaire nationale du parti, chargée des relations unitaires, poste qu'elle conserve jusqu'en 2021. Elle est candidate sur la liste Front de gauche menée par Eric Coquerel à Paris lors des élections régionales de 2015 en Île-de-France au premier tour, puis sur la liste d'union de la gauche au second tour,.
Lors des élections législatives de 2017 à Paris, elle est candidate pour La France insoumise dans la seizième circonscription. Au premier tour, elle arrive en seconde position avec 20,84 % des voix, devant le député sortant Jean-Christophe Cambadélis, arrivé en quatrième position avec 8,60 % des voix. Elle s'incline au second tour contre Mounir Mahjoubi, candidat La République en marche et secrétaire d'État chargé du Numérique, avec 48,82 % des voix.
Au sein de La France insoumise, elle anime le groupe thématique sur la pauvreté et l’exclusion, et est oratrice de la campagne nationale pour l'éradication de la pauvreté en 2018.
Lors des élections municipales de 2020 à Paris, elle est candidate pour La France insoumise dans le 19e arrondissement. Elle est éliminée lors du premier tour avec 8,60 % des voix face au maire sortant François Dagnaud (Parti socialiste).
À la suite de Danielle Simonnet, Sarah Legrain assure la direction du comité de suivi contre les violences sexistes et sexuelles de La France insoumise à partir de  décembre 2020.
Pendant la campagne présidentielle de 2022 de Jean-Luc Mélenchon, Sarah Legrain est d'abord chargée de piloter L’Agora insoumise de son parti qui effectue le lien avec les personnalités extérieures. Elle est par la suite l'une des coordinatrices du Parlement de l'Union Populaire du candidat,,, qui devient ensuite le Parlement de la NUPES.
Lors des élections législatives de 2022 à Paris, elle est de nouveau candidate dans la seizième circonscription, sous la bannière de la Nouvelle Union populaire écologique et sociale (NUPES). Le 12 juin, elle est élue dès le premier tour, avec 56,51 % des voix.
Le 30 juin, elle est élue vice-présidente de la commission des Affaires culturelles et de l'Éducation de l'Assemblée nationale.
Membre de la direction de la France insoumise, elle est chargée au sein de la coordination de la « vie du mouvement ». Avec d'autres élues de son parti, elle dénonce en décembre 2022 la prise de parole sur BFM TV d'Adrien Quatennens à la suite de sa condamnation pour violences conjugales.
En mai 2023, elle est à l'initiative d'une proposition de loi visant à plafonner le prix des tickets de cinéma. La proposition prévoit l'encadrement du prix du ticket, ainsi qu'une taxe sur les pop-corn et confiseries et une nouvelle répartition des recettes publicitaires.
En mars 2024, elle est membre d'un groupe de travail transpartisan qui élabore une proposition de loi visant à lutter contre la précarité des familles monoparentales avec les députés Philippe Brun du Parti socialiste et Stéphane Lenormand du groupe Libertés, indépendants, outre-mer et territoires. Cette proposition vise à créer un « statut du parent isolé » et leur assurer des droits.
Alors que son mandat est écourté le 9 juin 2024 en raison d'une dissolution parlementaire décidée par Emmanuel Macron, elle se représente aux élections législatives anticipées dans le cadre du Nouveau Front populaire. Elle est réélue le 30 juin dès le premier tour avec 62,47 % des voix.

## Résultats électoraux

### Élections législatives
| Année | Parti  | Parti | Circonscription | 1er tour | 1er tour | 1er tour | 2d tour | 2d tour | 2d tour | Issue  |
| Année | Parti  | Parti | Circonscription | Voix     | %        | Rang     | Voix    | %       | Rang    | Issue  |
| ----- | ------ | ----- | --------------- | -------- | -------- | -------- | ------- | ------- | ------- | ------ |
| 2017  |        | LFI   | 16e de Paris    | 7 350    | 20,84    | 2e       | 14 562  | 48,82   | 2e      | Battue |
| 2022  | 20 829 | LFI   | 16e de Paris    | 56,51    | 1re      |          |         |         | Élue    |        |
| 2024  | 32 422 | LFI   | 16e de Paris    | 62,47    | 1re      | Élue     |         |         |         |        |

### Élections municipales
| Année | Parti | Parti | Circonscription             | 1er tour | 1er tour | 1er tour | Sièges obtenus | Sièges obtenus |
| Année | Parti | Parti | Circonscription             | Voix     | %        | Rang     | CA             | CP             |
| ----- | ----- | ----- | --------------------------- | -------- | -------- | -------- | -------------- | -------------- |
| 2020  |       | LFI   | 19e arrondissement de Paris | 3 251    | 8,60     | 5e       | 0 / 28         | 0 / 14         |

## Publication
- Avec Dominique Hölzle, Crébillon fils, "Lettres de la marquise de M*** au comte de R***", Neuilly, Atlande, coll. « Clefs concours. Lettres XVIIIe siècle », 2010  (ISBN 978-2-35030-142-6)